# Juha Mannerkorpi
Juha Toimi Tapani Mannerkorpi (* 28. Juni 1915 in Ashtabula, Ohio, USA; † 15. September 1980 in Helsinki) war ein finnischer Dramatiker und Romancier.
Mannerkorpi beeinflusste die moderne finnische Literatur sowohl im Epischen, Lyrischen und Dramatischen. Seine Features, Kolumnen und Hörspiele für das finnische Radio fanden ihren Weg auch in deutsche Rundfunkanstalten. 
Einige Erzählungen wurden Opernstoffe, die in Finnland und später in Deutschland aufgeführt wurden. Dazu zählen "Avain" (der Schlüssel), wofür Mannerkorpi eine Erzählung zum Libretto umschrieb. 
Die Oper schildert Wahnvorstellungen einer Alieninvasion, die einen Bewohner einer modernen Großstadt überfallen. 1982 und 1984 wurde "Avain" auch von der Hamburgischen Staatsoper aufgeführt.
Kalevi Aho adaptierte in seiner Oper Ennen kuin me kaikki olemme hukkuneet (Bevor wir alle ertrunken sind) Juha Mannerkorpis Hörspiel, in der die ausweglose Geschichte einer Frau erzählt wird, die sich selbst ertränkt.
Mannerkorpi erhielt 1958 den finnischen Nationalpreis in Gold. 

## Werke

### Gedichtbände
- Lyhtypolku (1946)
- Ehtoollinen lasikellossa (1947)
- Kylväjä lähti kylvämään (1954)
- Runot 1945-54 (1962)
- Mielipiteet (1971)

### Novellen
- Niin ja toisin (1950)
- Sirkkeli (1956)

### Romane
- Jyrsijät (1958)
- Vene lähdössä (1961)
- Jälkikuva (1965)
- Matkalippuja kaikkiin juniin (1967)
- Päivänsinet (1979)

### Dramen
- Pirunnyrkki (1952)
- Naamio (1960)

### Werke auf Deutsch
- Wenn große Kinder spielen RIAS (1982) Hörspiel
- Avain Libretto zu Kalevi Ahos Oper (1982) Hamburger Staatsoper
- Bevor wir alle ertrunken sind (1996) Oper von Kalevi Aho nach Mannerkorpis Hörspiel